# Fridolina Rolfö
Fridolina Rolfö (født 24. november 1993) er en svensk fodboldspiller, angriber, der spiller for FC Barcelona og for Sveriges kvindefodboldlandshold. Hun blev valgt til Årets bedste kvindelige ungdomsspiller 2011 af Göteborgs-Posten. Hun vandt sølv med Sverige ved sommer-OL 2016.

## Hæder
Linköpings FC
- Damallsvenskan: Vinder 2016
- Svenska Cupen: Vinder 2013–14, 2014–15

Sverige
- Sommer-OL: Sølvmedalje, 2016

Sverige U19
- U/19 VM for kvinder: Vinder 2012